# Alain Giresse
Alain Giresse (Langoiran, 2 de agosto de 1952) é um ex-jogador de futebol francês, e atualmente treinador de futebol. É pai do jogador Thibault Giresse.

## Carreira
Iniciou a carreira no Girondins de Bordeaux em 1970 o qual permaneceu dezasseis anos. Os dois títulos no campeonato francês vieram justamente na antepenúltima e penúltima temporada. Giresse deixou o clube em 1986 para jogar seus três últimos anos como profissional no Olympique, que estava emergindo para seu domínio nacional.
Giresse jogou duas Copas do Mundo pela França, em 1982, e em 1986, quando integrava o grande meio-de-campo francês, formado pelos "Três Mosqueteiros" (que, contando com ele, também eram quatro, como no famoso conto) - Michel Platini, Jean Tigana e Luis Fernández. A equipe eliminou a Seleção Brasileira nas quartas-de-final, na Copa derradeira da grande geração de Zico, Falcão e Sócrates. Entretanto, caíram novamente nas semifinais perante os alemães. O bronze, desta vez conquistado, acabou sendo um pequeno consolo. Participou da conquista da Eurocopa de 1984. 

## Treinador
Como treinador, treinou além de outras equipes, as seleções da Geórgia, Gabão, Mali e Senegal.